# O Segredo e Outras Histórias de Descoberta
O Segredo e Outras Histórias de Descoberta é um livro de contos de Lygia Fagundes Telles, publicado em 2012. Escritos por Lygia em fases distintas de sua carreira, os cinco contos reunidos nesta coletânea têm em comum o ponto de vista de uma criança ou de um adolescente. Seja o narrador menina ou menino, seja o tema a descoberta do amor ou a frustração perante um segredo de família, as crianças que figuram no livro não têm nome próprio, tampouco se caracterizam por uma faixa etária específica. O que as une é a experiência transformadora do amadurecimento, das situações aparentemente banais que se desdobram e se aprofundam e as fazem experimentar a perda de ilusões.
Em "Herbarium", o conto que abre a coletânea, a menina do interior apaixona-se pelo primo mais velho, que chega da cidade grande e lá se hospeda para recuperar-se de uma doença misteriosa. Diante de um sentimento tão profundo e até então desconhecido, sua vida se transforma. "O segredo", conto que dá nome ao livro, relata em primeira pessoa o encontro de uma menina, filha do delegado, com as mulheres da Rua da Viúva. O conto que encerra a coletânea, "A rosa verde", trata o tema da morte com naturalidade e delicadeza, fazendo o leitor tomar contato, aos poucos, com a imensa tristeza que invade a protagonista.